# Walter Eaton
Walter Eaton (* 3. Quartal 1881 in Sheffield; † 15. Mai 1917 in Frankreich) war ein englischer Fußballspieler.

## Karriere
Eaton kam im Sommer 1903 von Attercliffe, einem Verein aus einem Vorort von Sheffield, mit der Empfehlung sowohl Verteidiger als auch im Angriff spielen zu können zum Profiklub The Wednesday und wurde als „kräftig gebaut, aber kleingewachsen“ beschrieben. Bei Wednesday gehörte er in der Regel zum Aufgebot der Reservemannschaft. Sein einziger Pflichtspieleinsatz für die erste Mannschaft datiert vom 3. April 1905, als er in einem Spiel der Football League First Division 1904/05 eingesetzt wurde. In dem Heimspiel gegen Derby County vertrat er Willie Layton auf der Position des rechten Verteidigers (Endstand 1:1). Am Saisonende wurde Eaton von The Wednesday nicht weiterverpflichtet und er spielte daher ab Sommer 1905 im nahe gelegenen Rotherham in der Midland League, zunächst für Rotherham County und später für Rotherham Town. Bei County trug er teilweise die Kapitänsbinde, bei Town spielte er mindestens bis Ende 1908 im Reserveteam, hatte aber mit Knieproblemen zu kämpfen, die in Nachrufen auch als Hinderungsgrund für eine größere Fußballerlaufbahn genannt wurden.
Später war er Kapitän des Fußball-Kirchenteams der St. John's (Park) Church, in der er auch als Gottesdiensthelfer (sidesman) fungierte. Für die Mannschaft war er mindestens noch bis 1914 aktiv und gewann mit ihr zwei Mal in Folge die Meisterschaft der Sheffield Sunday School League. Eaton ragte nicht nur als Fußballer heraus, sondern spielte auch Cricket, die als St. John's Institute antretende Kirchenmannschaft führte er 1912 als Kapitän zur Meisterschaft in der Hallam and District League, nach deren Auflösung spielte er noch für den Exchange CC. Seinen Lebensunterhalt verdiente er als Stanzer von metallenen Hohlgefäßen (hollowware stamper).
Eaton diente im Rang eines Privates im Ersten Weltkrieg; zunächst im York and Lancaster Regiment und anschließend bei den Northumberland Fusiliers. Er wurde im Norden Frankreichs bei Kämpfen verwundet und erlag am 15. Mai 1917 35-jährig seinen Verletzungen in einem französischen Krankenhaus. Eaton wurde auf dem Britischen Soldatenfriedhof in Étaples im Département Pas-de-Calais begraben. Er hinterließ seine Ehefrau und eine Tochter.